# Abjuración (Inquisición)

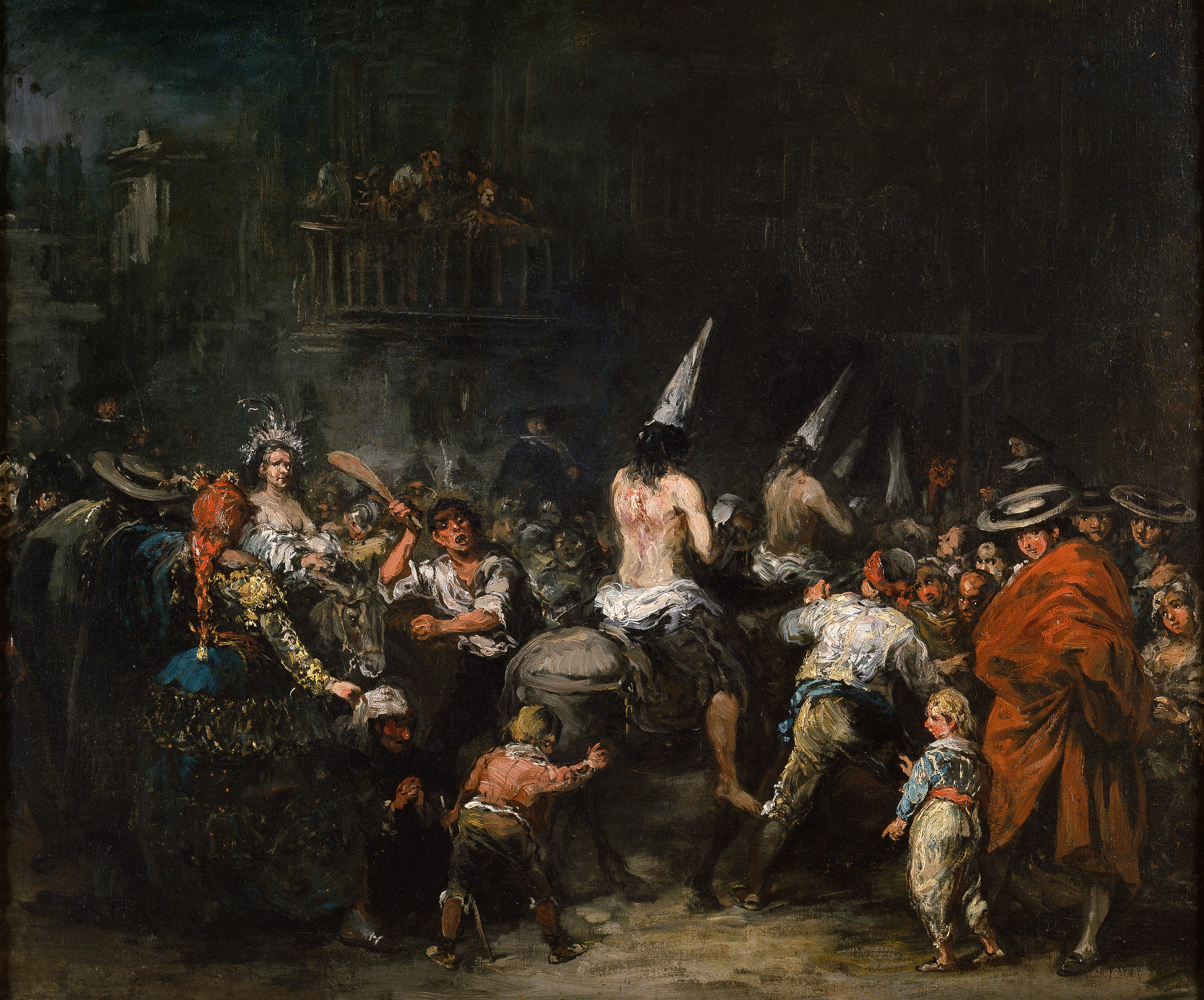
"Condenados por la Inquisición", de Eugenio Lucas (siglo XIX, Museo del Prado). "La Inquisición generalmente condenaba al culpable a ser "azotado mientras recorría las calles", en cuyo caso (si se trataba de un varón) tenía que aparecer desnudo hasta la cintura, a menudo montado sobre un asno para que sufriera una mayor deshonra, siendo debidamente azotado por el verdugo con el número señalado de latigazos. Durante este recorrido por las calles, los transeúntes y los chiquillos mostraban su odio por la herejía tirando piedras a la víctima.

La abjuración en los procesos de la Inquisición española consistía en el reconocimiento por parte del acusado de los errores heréticos que había cometido y el consiguiente arrepentimiento, lo que constituía el paso previo, y la condición imprescindible, para su "reconciliación", es decir, para su reintegración en el seno de la Iglesia católica. Había tres tipos: la abjuración de levi, la abjuración de vehementi y la abjuración «en forma».

## Tipos
Como ha señalado Joseph Pérez "ante la Inquisición todo reo es presuntamente culpable", el procedimiento y la instrucción del proceso están orientados a ese objetivo —que el acusado reconozca su culpabilidad—, de ahí la importancia que conceden los inquisidores a "que el acusado se declare culpable y que manifieste su arrepentimiento". En función de esto se establecen tres categorías de acusados: aquellos de los que se piensa que son culpables pero no se han hallado pruebas suficientes para demostrarlo y que además alegan que son inocentes; los que confiesan que son culpables (convictos y confitentes); y los "pertinaces", que son los que reinciden tras una primera condena y los que lo son por primera vez y se niegan a confesar su culpabilidad a pesar de las pruebas reunidas contra ellos. A las dos primeras categorías se les permite la reconciliación: poderse reintegrar a la Iglesia tras haber abjurado de sus errores. Sin embargo, los reconciliados no podían ocupar cargos eclesiásticos ni empleos públicos, ni podían ejercer determinadas profesiones, como recaudador de impuestos, médico, cirujano o farmacéutico. La inhabilitación se extendía a sus hijos y nietos, aunque éstos podían librarse de ella pagando una multa llamada de composición.
La abjuración podía adoptar tres formas distintas:
- Abjuración de levi, para los que solo había una ligera sospecha de herejía; por ejemplo, los bígamos, los blasfemos, los impostores, etc.

- Abjuración de vehementi, para los acusados de los que existen serias sospechas de culpabilidad o que se niegan a confesar, a pesar de las pruebas en contra; también se incluyen los que solo tienen dos testigos de cargo.

- Abjuración «en forma», para los acusados declarados culpables y que han confesado, como en el caso de los judaizantes.

Mientras que la reincidencia de los que habían sido condenados a abjurar de levi no implicaba ninguna pena especial, si los que habían abjurado de vementi y «en forma» reincidían, eran considerados relapsos y, por tanto, se les podía aplicar la pena de muerte, ya que entraban a formar parte en la categoría de los acusados "pertinaces", que incluía a los penitentes relapsos, los reincidentes que han confesado su culpabilidad y se han arrepentido; el de los impenitentes no relapsos, los que siendo culpables no han confesado ni se han arrepentido, pero no son reincidentes; y el de los impenitentes relapsos, los que reinciden y siguen sin confesar su culpabilidad. A los relapsos les espera la hoguera, aunque con una notable diferencia: los penitentes serán estrangulados antes de ser quemados; los impenitentes serán quemados vivos. Las sentencias de muerte no las ejecuta la Inquisición por tratarse de un tribunal eclesiástico, por lo que los condenados son "relajados al brazo secular", es decir, son entregados a los tribunales reales para que éstos apliquen las penas de muerte.

## Penas
La abjuración de levi generalmente iba acompañada de una multa y/o la imposición de una penitencia espiritual, como peregrinar a un lugar santo, retirarse a un convento o a un monasterio durante cierto tiempo, ayunar en determinadas circunstancias, o tan solo rezar unas oraciones.
La abjuración de vehementi y la abjuración «en forma» solían conllevar una pena más o menos grave: el destierro, la flagelación pública administrada por un verdugo, la condena a galeras o la prisión por un período de tiempo determinado —la prisión perpetua "nunca fue aplicada por una razón de tipo material: la Inquisición andaba mal de cárceles y ¡el mantenimiento de los prisioneros era muy caro!", afirma Joseph Pérez—.
La pena de muerte se reservaba a los acusados relapsos (reincidentes), tanto penitentes —los que confesaban su herejía y se arrepentían, por lo que eran estrangulados antes de ser quemados— como para los impenitentes —que eran quemados vivos por no haberse arrepentido—. La justificación es que en el derecho canónico, la herejía es un delito de lesa majestad contra Dios, por lo que, al igual que el delito de lesa majestad cometido contra el rey, conlleva la pena de muerte. Por otro lado, los impenitentes relapsos, según Pérez, "plantean un problema a los inquisidores, que tienen la sensación de haber fracasado en parte, ya que no han logrado convencerles de su error". Por eso los inquisidores están autorizados a utilizar cualquier medio para obtener la conversión y hasta en el auto de fe seguirán presionándolos y si no lo consiguen, tomarán todo tipo de precauciones para impedir que manifiesten sus sentimientos públicamente.